# Hainrodetunnel
Der Hainrodetunnel ist ein Eisenbahntunnel der Schnellfahrstrecke Hannover–Würzburg im Bereich der hessischen Gemeinde Ludwigsau. Mit einer Länge von 5370 m zählt er zu den längsten Tunneln der Schnellfahrstrecke.

## Verlauf
Das Bauwerk liegt zwischen den Streckenkilometern 183,789 und 189,109. Die Gradiente steigt nach Süden zunächst an und fällt anschließend ab. Das Bauwerk nimmt zwei Gleise auf.
Die nach dem Verzeichnis der örtlich zulässigen Geschwindigkeiten (VzG) zulässige Geschwindigkeit im Bereich des Bauwerks liegt bei 280 km/h. Aufgrund von Restriktionen durch das Tunnelbegegnungsverbot sind tatsächlich nur 250 km/h zugelassen.
Südlich folgt die Mühlbachtalbrücke, nördlich der Schalkenbergtunnel. Unmittelbar nördlich schließt sich die Querung des Beisetals auf einem 250 m langen und 5 bis 7 m hohen Damm an.

## Geschichte

### Planung
In der Planungsphase lag das Bauwerk im Planungsabschnitt 14 des Mittelabschnitts der Neubaustrecke. Um 1984 wurde das Bauwerk dabei mit einer Länge von 5.370 m geplant. Anfang 1984 war eine Länge von 5380 m vorgesehen. Die Kosten wurden dabei mit 174,8 Millionen DM kalkuliert.
Um zu klären, ob der unmittelbar nördlich des Tunnels vorgesehene Damm eine Beeinträchtigung für den Abfluss der lokalen Kaltluft bedeuten könnte, wurde der Deutsche Wetterdienst im Oktober 1983 mit einem entsprechenden Gutachten beauftragt, das 1984 vorgelegt wurde. Eine Verbesserung durch eine in Erwägung gezogene Aufständerung wurde letztlich nicht festgestellt.

### Bau
Das Bauwerk wurde in zwei gleich langen Losen ausgeschrieben und von Nord und Süd parallel in Neuer Österreichischer Tunnelbauweise vorgetrieben.
Die Bauarbeiten begannen im Februar 1984. Der südliche Abschnitt des Bauwerks zählte zum Bauabschnitt Hainrode-Süd, das die Baukilometer 171,670 bis 177,006 umfasste; in diesem Vergabepaket waren damit auch der Mühlbachtunnel (1697 m) und der Schmittebergtunnel (325 m) enthalten. Dieser Bauabschnitt wurde im Juli 1984 ausgeschrieben und am 29. Oktober 1984 für eine Auftragssumme von 108.353.000 DM (netto, ohne Umsatzsteuer; rund 55,4 Millionen Euro; Preisstand: 1984) an die Firmengruppe Moll-Ilbau und Partner vergeben.
Die Bauarbeiten wurden 1988 abgeschlossen.
Das Bauwerk wurde, zusammen mit der Schnellfahrstrecke, im Juni 1991 in Betrieb genommen.